# Most Inczon
Most Inczon (kor. 인천대교) – most w Korei Południowej, łączący wyspę Yeongjong z lądem w pobliżu miasta Inczon. Jest najdłuższym mostem wantowym na terenie tego kraju i siódmym tego typu na świecie (koniec 2010 r.). Celem zbudowania mostu było zapewnienie dostępu z powstającego centrum biznesowego Songdo do międzynarodowego lotniska w Inczonie. Główną firmą odpowiedzialną za roboty projektowo-budowlane była Samsung C&T Corporation. Ponieważ most znajduje się na terenie aktywnym sejsmicznie, zastosowano konstrukcję odporną na trzęsienia ziemi.
20 maja 2010 roku doszło na moście do wypadku autobusu, w którym zginęło 12 osób.